# Thistle (Utah)
Pour le challenger de la coupe de l'America 1887, voir Thistle (yacht).
Thistle est une ville fantôme située dans le comté d'Utah, dans l'Utah, aux États-Unis, à environ 105 km de Salt Lake City,. À l'époque des locomotives à vapeur, la première industrie de la ville était l'entretien des trains de la Denver and Rio Grande Western Railroad (souvent abrégée en D&RG, D&RGW ou Rio Grande). Puisque l'activité de la ville était très liée à celle de la voie ferrée, Thistle commença à décliner une fois les locomotives Diesel apparues.
En avril 1938, un glissement de terrain considérable endigua la Spanish Fork River. Les habitants furent évacués tandis que 80 000 000 m3 d'eau se déversait dans la ville. Cette inondation détruisit presque intégralement Thistle ; seules quelques parties d'édifices restèrent debout. Les agences du gouvernement fédéral et de l'Utah ont considéré que c'était le glissement de terrain le plus coûteux de l'histoire des États-Unis ; ses conséquences économiques touchèrent la région tout entière. Ce fut également la première zone sinistrée déclarée par le Président dans l'Utah.
La US-6, la US-89 et la voie ferrée (qui fait aujourd'hui partie du Central Corridor de l'Union Pacific Railroad) restèrent fermées pendant plusieurs mois, jusqu'à leur reconstruction à plus haute altitude. Les ruines de Thistle sont toujours visibles depuis une aire de repos le long de la US-6 ou depuis le parcours du train de passagers California Zephyr.

## Situation géographique
Thistle est située à environ 105 km au sud-est de Salt Lake City, au confluent des deux principaux affluents de la Spanish Fork River, Thistle Creek et Soldier Creek. Le confluent situé à 1 537 m d'altitude, est aussi le point de jonction de deux passages naturels des montagnes du centre de l'Utah. La première traverse la chaîne Wasatch par le plateau de Wasatch et le col de Soldier Summit ; elle a été creusée par des affluents de la Price River sur le versant est et par la Spanish Fork River sur le versant ouest des montagnes. La seconde est permise par Thistle Creek au sud de Thistle en direction des localités des vallées des comtés de Sanpete et de Sevier. La Spanish Fork River s'écoule au nord-ouest de Thistle vers Spanish Fork avant d'atteindre le lac Utah.
Ces chemins naturels ont fourni les itinéraires de plusieurs voies transcontinentales, routières et ferroviaires, depuis leur découverte. Les axes de transport principaux passant par Thistle comprennent la US-6 (à l'origine numérotée US-50), la US-89, la Utah Division de la Denver and Rio Grande Western Railroad  (aujourd'hui incluse dans la Union Pacific Railroad, dans son Central Corridor), et, avant qu'elle n'ait été abandonnée par le glissement de terrain, la Marysvale branch line de la D&RGW.

## Histoire
Thistle se situe sur une route commerciale qui était utilisée par les tribus amérindiennes avant l'arrivée des colons européens. Deux chefs des Utes, Taby et Peteetneet, dirigeaient des migrations saisonnières passant par le canyon au printemps et en automne. Les Européens découvrirent la région en 1776 lors de l'Expédition menée par les missionnaires franciscains Francisco Atanasio Domínguez et Silvestre Vélez de Escalante, aidés par des guides amérindiens. Un petit groupe d'Utes habitant dans le canyon entrait souvent en conflit avec les nouveaux arrivants ; il fut déplacé dans les années 1870.
La plupart des habitants de Thistle étaient des employés des compagnies ferroviaires envoyés pour vivre dans la ville, mais certains s'y étaient installés avant l'arrivée des chemins de fer. Les premiers colons européens faisaient partie des pionniers mormons, parmi lesquels se trouvait la famille Pace, qui, partie de Nauvoo dans l'Illinois, atteignit Thistle en 1848. Les descendants de cette famille (cinquième génération) géraient encore un ranch à l'époque de l'évacuation de la ville. Parmi les autres colons se trouvaient des Mormons qui s'étaient installés ailleurs en Utah, mais avaient été attirés par les terrains fertiles et sans propriétaires situés dans les Billies Mountain, du côté nord du canyon ; William Johnson, qui aurait donné son nom à la montagne, en faisait partie. Avant la construction des chemins de fer l'économie de la ville était principalement fondée sur l'agriculture et l'exploitation des ranchs ; il y avait également une petite activité minière dans les environs, avec notamment l'exploitation d'une veine d'asphalte entre 1892 et 1914.

### Crédit d'auteurs
- (en) Cet article est partiellement ou en totalité issu de l’article de Wikipédia en anglais intitulé « Thistle, Utah » (voir la liste des auteurs).